# В'яданіка
В'яданіка (італ. Viadanica) — муніципалітет в Італії, у регіоні Ломбардія, провінція Бергамо.
В'яданіка розташовані на відстані близько 470 км на північний захід від Рима, 65 км на схід від Мілана, 24 км на схід від Бергамо.
Населення — 1139 осіб (2014).
Щорічний фестиваль відбувається 17 січня та 24 червня. Покровителі — святий Антоній Великий.

## Демографія
Населення за роками:

Станом на 1 січня 2023 року в муніципалітеті офіційно проживав 101 іноземець з 12 країн, серед них 4 громадяни країн Євросоюзу та 4 громадяни України.

## Сусідні муніципалітети
- Адрара-Сан-Мартіно
- Предоре
- Сарніко
- Віголо